# Krasnohirka, Volodarsk-Volînskîi
Krasnohirka (în ucraineană Красногірка) este un sat în comuna Poromivka din raionul Volodarsk-Volînskîi, regiunea Jîtomîr, Ucraina.

## Demografie
Componența lingvistică a localității Krasnohirka
     Ucraineană (100%)
Conform recensământului din 2001, toată populația localității Krasnohirka era vorbitoare de ucraineană (100%).